# Port Edwards
Port Edwards é uma vila localizada no estado norte-americano de Wisconsin, no Condado de Wood.

## Demografia
Segundo o censo norte-americano de 2000, a sua população era de 1944 habitantes.
Em 2006, foi estimada uma população de 1836, um decréscimo de 108 (-5.6%).

## Geografia
De acordo com o United States Census Bureau tem uma área de
18,8 km², dos quais 15,6 km² cobertos por terra e 3,2 km² cobertos por água.

## Localidades na vizinhança
O diagrama seguinte representa as localidades num raio de 20 km ao redor de Port Edwards.